# Плоскошское сельское поселение
Пло́скошское се́льское поселе́ние — муниципальное образование в Торопецком муниципальном районе Тверской области Российской Федерации.
Образовано первоначально в 2005 году, включило в себя территории Конищевского, Краснополецкого, Пестряковского и Плоскошского сельских округов. Законом от 28 марта 2013 года в Плоскошское сельское поселение были включены упразднённые Волокское и Уваровское сельские поселения.
Центр поселения — посёлок Плоскошь.

## Географические данные
- Общая площадь: 1133 км², после объединения поселение стало самым большим по площади в Тверской области. Оно больше Кесовогорского или Сонковского районов.
- Нахождение: северо-западная часть Торопецкого района.
  - Граничит:
    - на севере — с Новгородской областью, Холмский район
    - на северо-востоке — с Андреапольским районом, Бологовское СП
    - на востоке — с Пожинским СП
    - на юге — с Кудрявцевским СП
    - на западе — с Псковской областью, Великолукский и Локнянский районы.

Основные реки — Кунья и её притоки Серёжа и Ока, текущие по Плоскошской низине.

## Население
| 2010  | 2011  | 2012  | 2013  | 2014  | 2015  | 2016  |
| ----- | ----- | ----- | ----- | ----- | ----- | ----- |
| 1558  | ↘1542 | ↘1467 | →1467 | ↗1879 | ↘1821 | ↘1752 |
| 2017  | 2018  | 2019  | 2020  | 2021  |       |       |
| ↘1670 | ↘1614 | ↘1571 | ↘1518 | ↘1392 |       |       |

По переписи 2010 года — 2138 человек (в том числе 1558 в Плоскошском, 409 в Волокском и 171 в Уваровском сельских поселениях).

## Населённые пункты
Административный центр и крупнейший населённый пункт — посёлок Плоскошь (второй по численности населения в Торопецком районе — 1071 житель в 2002 году).
В составе объединённого Плоскошского сельского поселения насчитывается 107 населённых пунктов:
| №   | Населённый пункт | Тип     | Население |
| --- | ---------------- | ------- | --------- |
| 1   | Бабаево          | деревня | 1         |
| 2   | Бабино           | деревня | 8         |
| 3   | Билово           | деревня | 9         |
| 4   | Блазново         | деревня | 9         |
| 5   | Большие Изори    | деревня | 1         |
| 6   | Бончарово        | деревня | 103       |
| 7   | Борок            | деревня | 1         |
| 8   | Бучено           | деревня | 11        |
| 9   | Валаево          | деревня | 7         |
| 10  | Васьково         | деревня | 0         |
| 11  | Водос            | деревня | 1         |
| 12  | Волковская       | деревня | 1         |
| 13  | Волок            | деревня | 214       |
| 14  | Вороньково       | деревня | 1         |
| 15  | Вошурово         | деревня | 1         |
| 16  | Врево            | деревня | 0         |
| 17  | Галибицы         | деревня | 32        |
| 18  | Горка            | деревня | 13        |
| 19  | Дергачи          | деревня | 8         |
| 20  | Дроздово         | деревня | 7         |
| 21  | Дружево          | деревня | 0         |
| 22  | Дуброво          | деревня | 20        |
| 23  | Ермишенки        | деревня | 64        |
| 24  | Жарихино         | деревня | 1         |
| 25  | Жидулино         | деревня | 8         |
| 26  | Заборье          | деревня | 0         |
| 27  | Зайково          | деревня | 1         |
| 28  | Зайцево          | деревня | 10        |
| 29  | Заречье          | деревня | 0         |
| 30  | Захоломье        | деревня | ↘108      |
| 31  | Зумен            | деревня | 0         |
| 32  | Зыково           | деревня | 0         |
| 33  | Ивановское       | деревня | 0         |
| 34  | Киевичи          | деревня | 1         |
| 35  | Клыпино          | деревня | 18        |
| 36  | Княжево          | деревня | 13        |
| 37  | Коварное         | деревня | 1         |
| 38  | Козлово          | деревня | 11        |
| 39  | Конищево         | деревня | 37        |
| 40  | Коршуно          | деревня | 0         |
| 41  | Кочута           | деревня | 48        |
| 42  | Краснодубье      | деревня | 46        |
| 43  | Краснополец      | деревня | 32        |
| 44  | Красноселье      | деревня | 45        |
| 45  | Кузнецово        | деревня | 0         |
| 46  | Курово           | деревня | 0         |
| 47  | Лебедево         | деревня | 0         |
| 48  | Лудилово         | деревня | 5         |
| 49  | Лука             | деревня | 0         |
| 50  | Лучка            | деревня | 7         |
| 51  | Любаково         | деревня | 5         |
| 52  | Малиновка        | деревня | 12        |
| 53  | Малые Изори      | деревня | 1         |
| 54  | Манушкино        | деревня | 18        |
| 55  | Масальское       | деревня | 0         |
| 56  | Маслово          | деревня | 1         |
| 57  | Матюшино         | деревня | 0         |
| 58  | Медведево        | деревня | 1         |
| 59  | Меньшово         | деревня | 1         |
| 60  | Мерелево         | деревня | 1         |
| 61  | Мигачево         | деревня | 1         |
| 62  | Монастырево      | деревня | 1         |
| 63  | Мухортово        | деревня | →0        |
| 64  | Мшичино          | деревня | 0         |
| 65  | Никулино         | деревня | 7         |
| 66  | Новое            | деревня | 0         |
| 67  | Новое            | деревня | 1         |
| 68  | Новый            | посёлок | 1         |
| 69  | Носково          | деревня | 0         |
| 70  | Обуховицы        | деревня | 0         |
| 71  | Озеречно         | деревня | 0         |
| 72  | Паршино          | деревня | 0         |
| 73  | Пестряково       | деревня | ↘37       |
| 74  | Петрушино        | деревня | 0         |
| 75  | Плоскошь         | посёлок | ↘873      |
| 76  | Плуженицы        | деревня | ↘0        |
| 77  | Полибино         | деревня | 1         |
| 78  | Полуяново        | деревня | 5         |
| 79  | Понизовье        | деревня | 1         |
| 80  | Попляхны         | деревня | 0         |
| 81  | Потекаево        | деревня | 8         |
| 82  | Прилук           | деревня | 1         |
| 83  | Прошково         | деревня | 1         |
| 84  | Рогаткино        | деревня | 11        |
| 85  | Рогозино         | деревня | 1         |
| 86  | Рокочево         | деревня | 5         |
| 87  | Романово         | деревня | 33        |
| 88  | Руново           | деревня | 10        |
| 89  | Русаново         | деревня | 9         |
| 90  | Савино           | деревня | 1         |
| 91  | Сапино           | деревня | 0         |
| 92  | Сельково         | деревня | 1         |
| 93  | Сенецкое         | деревня | 0         |
| 94  | Сивцево          | деревня | 0         |
| 95  | Сидоровское      | деревня | ↘1        |
| 96  | Скуратово        | деревня | 0         |
| 97  | Слепнево         | деревня | 7         |
| 98  | Снопово          | деревня | 1         |
| 99  | Сосонье          | деревня | 1         |
| 100 | Старое           | деревня | 5         |
| 101 | Суходол          | деревня | 13        |
| 102 | Уварово          | деревня | 72        |
| 103 | Шешено           | деревня | 7         |
| 104 | Щирино           | деревня | 0         |
| 105 | Юренки           | деревня | →0        |
| 106 | Юшено            | деревня | 28        |
| 107 | Языковщина       | деревня | 6         |

### Бывшие населенные пункты
В 1998 году исключены из учетных данных деревни Волоковское, Гаврилково, Грязинино, Ераково, Кичка, Ромаши, Батушкино, Глодовская, Сябрино, Хотимля, Стешино, Усвятово, Федотково; в 2001 году — Андрейцево, Анненское, Липовка, Палкино, Трифоново, Шухово.

Ранее исчезли деревни: Авдюхово, Бараново, Бересневка, Клин, Лопатиха, Митино, Мокшино, Рогали, Сизенево, Стихово, Сухоряне, Шелуднево, Юркино, Яхново, Деревягино, Зуево, Липовка, Охряково, Субботино, Чертеж, Чупрово, Язвино, Яхново и многие другие.

## История
В XIX-начале XX века территория поселения относилась к Холмскому уезду Псковской губернии. После ликвидации губернии в 1927 году территория поселения вошла в состав Ленинградской области в образованный Советский район (1927—1930), с центром в деревне Волок. В 1929—1935 гг. входила в Западную область, с 1935 года — в Калининскую область. В 1936 году вошла в образованный Плоскошский район. В 1944—1957 гг. относилась к Великолукской области, в 1957—1958 годах в составе Псковской области, с 1958 опять в Калининской области. В 1960 году Плоскошский район упразднён, территория поселения входит в Торопецкий район.

## Экономика
Основные хозяйства: СПК «Смена», «Кунья», «Волокский», «Краснополецкий», «Конищевский».

## Транспорт и связь
Через территорию поселения курсируют 2 рейсовых автобуса до райцентра. (Торопец — Пестряково и Торопец — Волок). Мобильная связь «Мегафон» и «МТС». В местном почтовом отделении есть интернет.

## Известные люди
В деревне Паршино родился Герой Советского Союза Александр Иванович Иванов.

## Достопримечательности
- В деревне Волок — усадебный комплекс конца XVIII- 2-я пол. XIX века с валунными мостами начала XIX века и парком с каскадными прудами.
- В селе Красноселье находится церковь Архангела Михаила 1881 года, памятник культурного наследия[15].
- Воронцовский собор.